# Claude Nougein
Pour les articles homonymes, voir Nougein.
Claude Nougein, né le 4 décembre 1946, est un homme politique français. Il est élu sénateur de la Corrèze le 28 septembre 2014 et réélu le 27 septembre 2020.

## Biographie
Il est également conseiller général de la Corrèze (Canton de Brive-Nord-Est) de 2001 à 2008 et a été conseiller régional du Limousin (1992-2004) ainsi que vice-président du conseil général (2004-2008).
Il soutient Alain Juppé pour la primaire présidentielle des Républicains de 2016. 
Il soutient Valérie Pécresse lors du Congrès des Républicains en vue de l'élection présidentielle de 2022. 